# Raúl Espíndola
Raúl Espíndola (Rafaela, Santa Fé, Argentina, 13 de septiembre de 1958) es un exfutbolista argentino. Su puesto era de delantero.
Inició su carrera profesional en Santa fe, convirtió 12 goles en 32 partidos jugados, después paso por deportivo Morón, desde Chile le tenían interés ya que en los diversos clubes a los que defendió, respondió con bastantes goles, es por eso que Cobreloa pagó una cantidad bastante alta por el, sin embargo su paso por calama fue sin pena ni gloria, jugó 10 partidos y convirtió recién 2 goles, Incluso El Entrenador Del Equipo, Miguel Hermosilla, dijo que el jugador que trajeron, no era el mismo que venía de Argentina, por eso solo estuvo un Semestre, paso por varios equipos, entre ellos Deportivo Cuenca, hasta que retiro en deportivo Quito en 1993.

## Clubes
| Club               | País      | Año       |
| ------------------ | --------- | --------- |
| Colón              | Argentina | 1982      |
| Deportivo Morón    | Argentina | 1983-1986 |
| Argentinos Juniors | Argentina | 1987-1988 |
| Cobreloa           | Chile     | 1989      |
| Deportivo Morón    | Argentina | 1989-1990 |
| Talleres (RdE)     | Argentina | 1991-1992 |
| Deportivo Quito    | Ecuador   | 1992-1993 |